# Белая идея (организация)
«Белая идея», с
1936 г. «Борцы Белой идеи», — молодёжная русская эмигрантская организация, созданная во Франции в 1933 году капитаном С. В. Иегуловым и Виктором Ларионовым (который являлся её бессменным руководителем и идеологом). Идеология организации была близка идеологии русских фашистов.

## История
Благодаря своей репутации в среде белой эмиграции, Ларионов смог привлечь
в организацию значительное количество представителей молодого
поколения, преимущественно студентов.

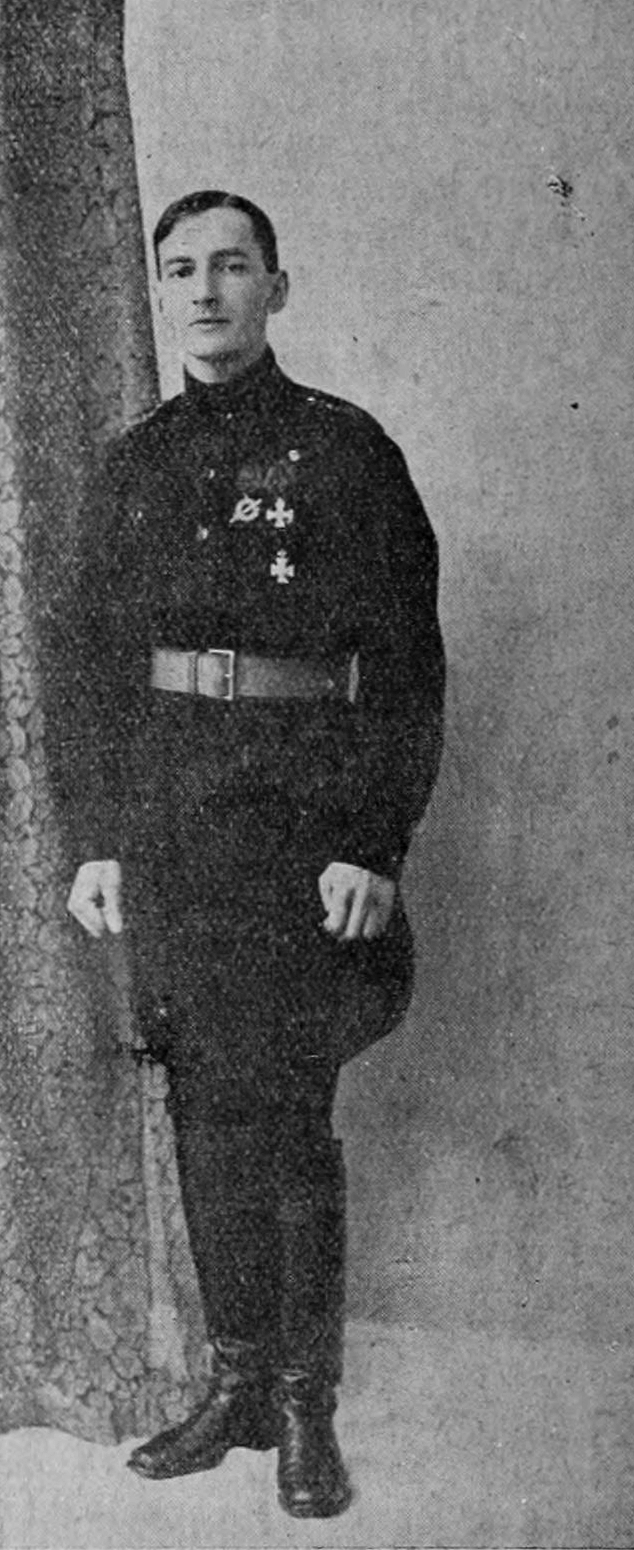
Основатель организации Капитан Ларионов в 1924 году

Помимо Ларионова, в руководстве «Белой идеи» состоял, что необычно, бежавший из СССР в 1932 году бывший командир РККА и ленинградский рабочий Всеволод Носанов. Примкнув к борцам Белого дела, Носанов отказался от прежних идей и стал участвовать в партизанской деятельности (вероятно, именно его вылазку в Советский Союз, Ларионов описал в статье «Рассказ белого диверсанта», напечатанной в газете «Новое слово»).
В декабре 1937 г. «Белая идея» присоединилась к Российской Фашистской Партии. На IV съезде Российского фашистского союза (РФС) в Харбине Ларионов был единогласно избран в его почётный президиум.

## Деятельность организации
Деятельность «Белой идеи» сочетала «два элемента подготовки бойцов: военно-спортивный и политический». Своим идеалом группа видела «появление в будущей борьбе воина — политического инструктора, несущего не только меч и огонь, но и творческую одухотворенную идею. Суровость, закаленность, дисциплинированность солдата, соединенная с энтузиазмом, монашеским экстазом революционера». Программа организации включала в себя формулирование «общепонятной, краткой, лишенной расплывчатости, неясности и философских рассуждений идеологии, а наряду с этим стрельбу, бокс, спортивные нормы и военные знания». Кроме того, особенностями организации являлась ее братская сплоченность, ограниченность в числе, личная дружба ее членов, ответственность друг за друга, высоко чтимое понятие товарищеской чести.
Члены организации «Белая Идея» собирались раз в неделю в «Марковской комнате» Галиполлийского Собрания в Париже, по средам. До прихода Виктора Ларионова собрание не открывалось. Ларионовым Было упомянуто в одной из статей берлинской газеты «Новое Слово» 1935 года, одно из таких собраний: 

"В этот же день двумя этажами выше, в маленькой комнате марковского артиллерийского дивизиона, кстати, давшего рекордную для групп Воинского союза цифру добровольцев в армию Франко — десять офицеров, в этой комнате собралась, тоже у маленького пасхального стола, группа национальной молодёжи «Белой Идеи». Среди длинных чёрных досок с начертанными именами павших за Россию «марковцев», на стене укрепили трёхцветный флаг и свою эмблему, большой, вырезанный из картона меч в кольце — знак «Б. И.» «борьба и спайка». Собрались, как всегда дружной тесной компанией".
Небольшая по численности организация громко заявила о себе, устроив в 1936 году драку с ударниками «младоросской» партии во время выступления их лидера А. Казем-Бека.
Виктор Ларионов писал так в газете «Новое слово»:

Это было давно — побоище на младоросском митинге в зале Лас-Каз, кажется, в 1936 году. Тогда еще с младороссами считалось «Возрождение», где о «главе» и его партии писал хвалебные статьи большой друг младороссов масон Лев Любимов. Этому митингу придавалось исключительное значение, ибо почва подготовлялась на предмет возглавления всей эмиграции Казем-Беком, для чего он выдвигал, выработанную не без участия правых масонских лож «программу-минимум», приемлемую по их мнению для большинства эмиграции…
Собрание подготовлялось исключительно торжественное с приглашением лиц из царствующего дома и цвета русского масонства в Париже. Группы русской национальной молодежи решили нанести младороссам удар именно в этот вечер…
В разных местах зала расселись группы национального союза нового поколения, кружка Белой идеи и несколько человек марковцев и корниловцев — офицеров кутеповского корпуса.
Казем-Бек вышел на эстраду, как всегда уверенный в себе, величественно улыбнулся первым рядам и красивым, небрежным жестом бросил на кафедру новенький портфель желтой кожи. Он должен был начать с реверанса добровольцам — участникам белого движения, так сказать, признать милостливо, с высоты величия, их все же жертвенность и кое-какие заслуги…
Но не успел «глава» раскрыть рот, как в переполненном зале послышались крики: «Прения… Требуем прения… Почему вы за советских ударников… Долой Казем-Бека!..»
Младоросские «ударники» — их было до ста человек — ринулись в толпу, поднялся страшный шум. В воздухе мелькнули стулья… Казем-Бек вскочил бледный на стул и истерически закричал: «Большевики!! младороссы!! сюда, защищайте членов династии!!!»
Побоище распространилось по всему залу, стулья сшибались с треском, женщины пронзительно кричали, кого-то сбили на пол, низкорослый младоросс закрывал ладонью разбитый нос… Пахло зловонными газами, разбросанными демонстрантами… У многих вырвали рукава и разорвали пиджаки. Огромный гипсовый бюст какого-то французского «бессмертного» качался над толпой, как бы раздумывая упасть ли ему с высоты пьедестала или нет.
Младороссы выскочили из зала на улицу, крича по-французски: «Полис, полис!..» Из двух участков неслись машины. Поле битвы осталось за младороссами. У манифестантов не было командования: руководивший «боем» хоть и военный по воспитанию, но глубоко штатский по духу человек в самом начале боя получил удар по очкам и был сбит с ног.
Без руководства все перемешалось. В то время, как одни избивали и теснили младороссов к эстраде, — другие начали кричать: «Выходить из зала!..»
Произошло замешательство… в это время прибыла полиция. Свыше 20 человек попали в участок… попали и барышни из кружка «Белой идеи», младороссы уверяли, что они прокусили кому-то руку…

После ухода полиции с арестованными, Казем-Бек — уже без кокетства и вдохновения — начал чтение своего доклада. Затея объединения эмиграции вокруг младороссов была сорвана, ибо на другой день «весь Париж» говорил не о казем-бековской «программе минимуме», а о неслыханном в анналах русской эмиграции побоище… Было немного обидно, что «Возрождение» назвало русских молодых националистов — «хулиганами», но с другой стороны чувствовалось большое удовлетворение, что национальная молодежь организовала решительный и активный отпор работе представителей правых масонских лож и рупорам-проводникам в эмиграцию постановлений политбюро и ГПУ.

## Идеология и близость с Родзаевским
Организация Ларионова, по его же задумке, должна была стать сборным пунктом для русской националистической молодёжи. Ставка делалась в первую очередь на молодёжь, яро ненавидящую коммунизм, но при этом разочаровавшуюся в эмигрантском либерализме, социал-демократизме и сменовеховстве. Именно этим молодым людям, не замешанным в эмигрантских дрязгах, капитан собирался привить идею, которую он называл «белой»
На IV съезде Российского фашистского союза в Харбине Ларионов был единогласно избран в почётный президиум РФП. Фамилия Ларионова упоминается в книге руководителя партии Константина Родзаевского «Русский путь»: 

"Есть и общая идея, ее формулирует глава «Белой Идеи» — знаменитый национал-террорист Ларионов, организатор взрыва Ленинградского партклуба в 1927 г., упрекающий эмигрантских пассивистов в чрезмерной приверженности к речам и банкетам в таких примерно выражениях: — «Они нас бомбами, а мы их речами и банкетами. — Воистину вечное горе русской интеллигенции»! «Легче отмахнуться от фашизма, от новых идей, возложив все надежды на красную армию — она мол все сделает, нам остается лишь ожидать у сложенных чемоданов, у вылинявших знамен, праздновать годовщины»… «Жизнь далеко ушла вперед. Мир давно раскололся на два лагеря. Нельзя без конца раскачиваться между фашизмом и демократией, выжидая и выбирая друзей. Молодежь понимает эти вопросы и давно уже сделала выбор: отдала фашизму сердце свое»…

## В период Второй мировой войны
Судя по всему, некоторые участники «Белой идеи» с началом Великой Отечественной войны, приняли активное участие в ней. По крайней мере, в мемуарах Л. Котова "В тылу группы армий «Центр» говориться, что на территории Смоленщины действовал русский добровольческий отряд «белошапошников» во главе с неким графом Раевским.. Одним из идеологов «Белой идеи» был Сергей Раевский, потомок героя Бородинского сражения.

«Спайка»

## Символика организации

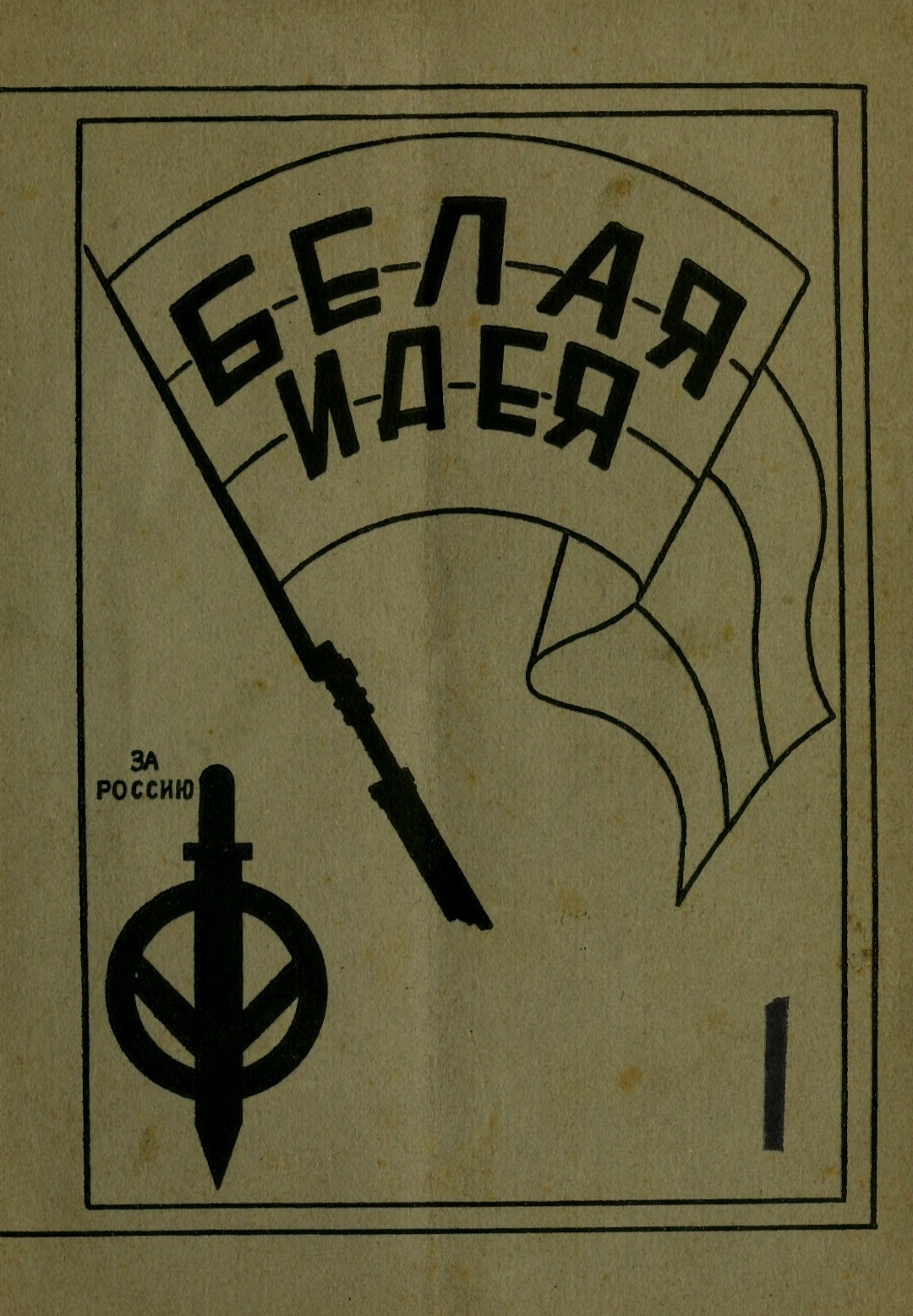
Обложка первого выпуска журнала «Белая идея» с изображением спайки в левом нижнем углу

Знак организации — «спайка»: кольцо, пронзенное мечом и уголок с национальным флагом. По замыслу организаторов, меч символизировал борьбу, кольцо — единение, спаянность в этой борьбе, а национальный флаг — патриотическую идею.
В нынешнее время видоизменённая спайка данной организации используется Русским добровольческим корпусом (вооружённым формированием, запрещённым на территории России, воюющим в составе ВСУ), а также ранее использовалась организацией ультраправых русских «Русский центр».

## На закате объединения
Несмотря на смерть своего вождя в декабре 1988 года, объединение «Белая Идея» продолжало существовать до 1990-х годов. Предпоследний председатель объединения скончался в начале 1994-го года, а остальные в разное время после окончания войны. На 21 мая 1996 ларионовцев оставалось в живых только трое: донской казак Константин Номикосов, Михаил Раевский и Хазов.